# 크리스티안 감보아
크리스티안 에스테반 감보아 루나(스페인어: Cristian Esteban Gamboa Luna, 1989년 10월 24일 ~ )는 보통 크리스티안 감보아(Cristian Gamboa) 라고 알려진 코스타리카의 축구 선수로서, 현재 VfL 보훔에서 뛰고 있다.

## 클럽 경력
크리스티안은 2009–2010 시즌을 코스타리카 클럽팀 뮤니시펄 리베리아에서 뛰었다. 그는 2010년 여름에 프레드릭스타드에 입단하였고 2011년 여름에 코펜하겐에 입단하기전에, 한 시즌을 뛰었다. 그는 스탕다르 리에주에게 0-1로 진 경기에서 UEFA 유로파리그 데뷔전을 치렀다.
감보아는 2012년에 임대 계약 형식으로 로센보르그에 입단하였고, 시즌을 마친후에 로센보르그와 5년 계약을 맺었다.

## 국가대표팀 경력
그는 2009년 FIFA U-20 월드컵에서 대회에서 4위로 마친 코스타리카 대표팀으로 참가했었다. 그외에도 코스타리카 축구 국가대표팀 소속으로 여러 국제 경기에 참가하였다.
그는 2010년 1월에 열린 아르헨티나와의 친선전에서 코스타리카 대표팀 데뷔전을 치렀다. 그는 2014년 FIFA 월드컵 지역예선에서 가이아나를 7-0으로 이긴 경기에서 국가대표팀 데뷔골을 넣었다.

### 국가대표팀 득점
| # | 날짜             | 경기장                                    | 상대팀     | 득점 | 경기 결과 | 경기 유형                    |
| - | ---------------- | ----------------------------------------- | ---------- | ---- | --------- | ---------------------------- |
| 1 | 2012년 10월 16일 | 산호세, 에스타디오 나시오날 데 코스타리카 | 가이아나   | 2–0  | 7–0       | 2014년 FIFA 월드컵 지역 예선 |
| 2 | 2015년 11월 13일 | 산호세, 에스타디오 나시오날 데 코스타리카 | 아이티     | 1–0  | 1–0       | 2018년 FIFA 월드컵 지역 예선 |
| 3 | 2016년 5월 28일  | 산호세, 에스타디오 나시오날 데 코스타리카 | 베네수엘라 | 2–1  | 2–1       | 친선 경기                    |

## 수상 경력
뮤니시펄 리베리아
- 코스타리카 리그: 2009 클라우수라

FC 코펜하겐
- 덴마크 컵: 2011–12